# Responsabilidad contable
Responsabilidad contable es lo que por acción u omisión contraria a la Ley originare el menoscabo de los caudales o efectos públicos quedará obligado a la indemnización de los daños y perjuicios causados.
La responsabilidad podrá ser directa o subsidiaria:
- Serán responsables directos quienes hayan ejecutado, forzado o inducido a ejecutar o cooperado en la comisión de los hechos o participado con posterioridad para ocultarlos o impedir su persecución. La responsabilidad directa será siempre solidaria y comprenderá todos los perjuicios causados.

- Son responsables subsidiarios quienes por negligencia o demora en el cumplimiento de obligaciones atribuidas de modo expreso por las Leyes o Reglamentos hayan dado ocasión directa o indirecta a que los caudales públicos resulten menoscabados o a que no pueda conseguirse el resarcimiento total o parcial del importe de las responsabilidades directas. Respecto a los responsables subsidiarios, la cuantía de su responsabilidad se limitará a los perjuicios que sean consecuencia de sus actos y podrá moderarse en forma prudencial y equitativa.

- Datos: Q6106502